# Výtěžnost reakce
Výtěžnost reakce je veličina udávající poměr počtu molů produktu k počtu molů spotřebovaného reaktantu, při chemické reakci, obvykle vyjadřovaný v procentech. Jedná se o jeden z hlavních pojmů organické a anorganické syntézy.
Obdobný pojem konverze označuje, jaká část reaktantu byla spotřebována, a selektivita označuje množství vzniklého žádaného produktu k množství vedlejších produktů.

## Definice

Vztah mezi konverzí, selektivitou a výtěžkem chemické reakce

Výtěžnost (X) označuje poměr množství získaného produktu k teoretickému množství (odpovídajícímu úplné přeměně reaktantů), konverze (S) podíl množství přeměněného reaktantu a jeho množství na začátku reakce a selektivita poměr výtěžku žádaného produktu k  výtěžku ostatních produktů.
IUPAC definuje výtěžnost jako poměr vyjadřující „účinnost přeměny hmoty“.
Teoretický výtěžek organické reakce je hmotnost produktů, které by se vytvořily, pokud by reakce proběhla úplně, podle chemické rovnice. (Skutečný) výtěžek je hmotnost produktu izolovaného z reakčního prostředí.
Výtěžnosti blížící se 100 % jsou označovány jako kvantitativní, nad 90 % jako výborné, nad 80 % velmi dobré, nad 70 % dobré, pod 40 % nízké.
Výtěžek nebo absolutní výtěžek je „množství čistého suchého produktu získaného při reakci“.

## Teoretický, skutečný a procentní výtěžek
Procentní výtěžek je poměr skutečného výtěžku, tedy hmotnosti žádaného produktu, a teoretického výtěžku, množství daného produktu vypočítaného podle chemické rovnice, vyjádřený v procentech.
Ideální vztah mezi produkty a reaktanty lze získat z rovnice reakce, která udává stechiometrický poměr jejich látkových množství.
Stechiometricky lze určit, který reaktant by se při reakci měl zcela spotřebovat (ostatní reaktanty jsou v přebytku), z jeho množství se určuje teoretický výtěžek. Skutečný výtěžek bývá často nižší než teoretický.
Důvodů, proč je skutečný výtěžek menší než teoretický (procentní výtěžek je pod 100 %), může být několik. Často se objevuje zpětná reakce, která vede k vytvoření chemické rovnováhy. Také může současně probíhat několik reakcí a část reaktantů se přeměňovat na vedlejší produkty. Při oddělování produktu a jeho přečišťování dochází ke ztrátám. Ve výchozím materiálu mohou být přítomny nečistoty, které nereagují požadovaným způsobem.

## Příklad
Příkladem může být esterifikační reakce jedné molekuly kyseliny octové s jednou molekulou ethanolu na jednu molekulu ethyl-acetátu (jde o bimolekulární reakci druhého řádu):
120 g CH3COOH (60 g/mol, 2,0 mol) + 230 g CH3CH2OH (46 g/mol, 5,0 mol) → 132 g CH3COOCH2CH3 (88 g/mol, 1,5 mol).
1. Ethanol byl v 2,5násobném přebytku (5,0 mol / 2,0 mol).
2. Teoretický molární výtěžek je 2,0 mol (molární hmotnost kyseliny octové).
3. Skutečný molární výtěžek má hodnotu 1,5 mol.
4. Procentní výtěžek je podílem skutečného a teoretického molárního výtěžku (1,5 mol / 2,0 mol × 100 % = 75 %).

## Přečišťování produktů
Syntetičtí chemici musí často navrhovat jednotlivé kroky vícestupňových syntéz. Výtěžnost založená na výchozích látkách není 100 %, ale je třeba s ní počítat u dalšího kroku. Přečišťování snižuje výtěžnost skrz ztráty během přenosu materiálu mezi reakčními nádobami a přečišťovací sestavou, a během oddělování nečistot.

## Standardní výtěžek
Výtěžky lze také udávat jako poměr množství vzniklého produktu (obvykle v nepřečištěné reakční směsi) oproti známému množství standardu, ke stanovení se používají například plynová či kapalinová chromatografie, nebo NMR. Takto určený výtěžek se nazývá standardní výtěžek. Takto se výtěžky obvykle určují, pokud je třeba zjistit přesné množství produktu bez ohledu na potíže při izolaci. Lze jej také použít, pokud je izolace produktu obtížná, případně je třeba rychle zjistit přibližnou výtěžnost. V organické a anorganické syntéze se většinou udávají izolované výtěžky, které lépe odpovídají množství čistého produktu, který by byl získán za daných podmínek při opakování postupu.